# Амвросий (Андреевский)
Амвросий (Андреевский) (ок. 1728 — после 1791) — архимандрит русской православной церкви.

## Биография
Происходил из малороссиян, мещанский сын, родился в Киеве около 1728 года.
По собственному признанию, с малолетства обучался в Киевской духовной академии, а потом был учителем «в семинарии города Черкасского, в Московской академии и в Троицкой лавре». В 1757 году был пострижен в монашество и назначен префектом Троицкой семинарии, откуда был перемещён на такую же должность во Владимирскую духовную семинарию. Вскоре был назначен администратором Владимирской епархии при архиепископе Антонии, который был грузином и не знал русского языка и, поэтому не мог непосредственно заведовать епархией. Одновременно, он был назначен ректором Владимирской семинарии. В 1758 году двое лучших учеников семинарии были отправлены для дальнейшего обучения в Свято-Троицкую лавру с тем, чтобы через два года они вернулись преподавать в семинарию.  
В 1759 году, как «показавший не малые труды в учительском послушании в многие годы», Амвросий был возведён в сан архимандрита арзамасского Спасского монастыря.
В 1761 году, 16 октября архимандрит Амвросий был перемещён в Макарьево-Унженский монастырь Костромской епархии, а 19 августа 1770 года — в Пермский Пыскорский Спасо-Преображенский. Дальнейшим местом служения архимандрита Амвросия были: с 18 января 1772 года — московский Симонов и с 4 марта 1783 года — Иверский Богородичный монастыри; отсюда 11 августа 1791 года, престарелый и расслабленный, Амвросий был уволен на покой в Новгородский Хутынский монастырь, где и скончался после 1791 года.